# Торьяк-де-Носель
Торья́к-де-Носе́ль (фр. Tauriac-de-Naucelle, окс. Tauriac de Naucèla) — коммуна во Франции, находится в регионе Окситания. Департамент — Аверон. Входит в состав кантона Носель. Округ коммуны — Родез.
Код INSEE коммуны — 12276.
Коммуна расположена приблизительно в 530 км к югу от Парижа, в 95 км северо-восточнее Тулузы, в 29 км к юго-западу от Родеза.

## Население
Население коммуны на 2008 год составляло 382 человека.
| 1962 | 1968 | 1975 | 1982 | 1990 | 1999 | 2008 |
| ---- | ---- | ---- | ---- | ---- | ---- | ---- |
| 527  | 570  | 523  | 452  | 365  | 354  | 382  |

## Экономика
В 2007 году среди 218 человек в трудоспособном возрасте (15—64 лет) 159 были экономически активными, 59 — неактивными (показатель активности — 72,9 %, в 1999 году было 69,1 %). Из 159 активных работали 152 человека (80 мужчин и 72 женщины), безработных было 7 (4 мужчин и 3 женщины). Среди 59 неактивных 13 человек были учениками или студентами, 31 — пенсионерами, 15 были неактивными по другим причинам.

## Достопримечательности
- Виадук через реку Вьор (1897 год). Памятник истории с 1984 года[3]

## Фотогалерея
- Виадук
- Виадук
- Карта коммуны